# Daina
La daina (Dama dama, sovint anomenada Cervus dama) és una espècie de cérvol nativa de les zones boscoses d'Europa.

## Característiques
Es diferencia de l'altre gran cèrvid europeu, el cérvol comú (Cervus elaphus), per tenir una menor grandària, un bell pelatge rogenc esquitxat de taques blanques (de vegades també presenta una banda fosca sobre el llom) i les banyes amb forma de palma. La cua es caracteritza pel seu dors obscur i per la seva longitud (fins a 19 centímetres). El pelatge es torna més fosc i grisenc a l'hivern, tot i que el ventre, les natges, la part inferior de les potes i la cua és blanca al llarg de tot l'any.

## Descripció física

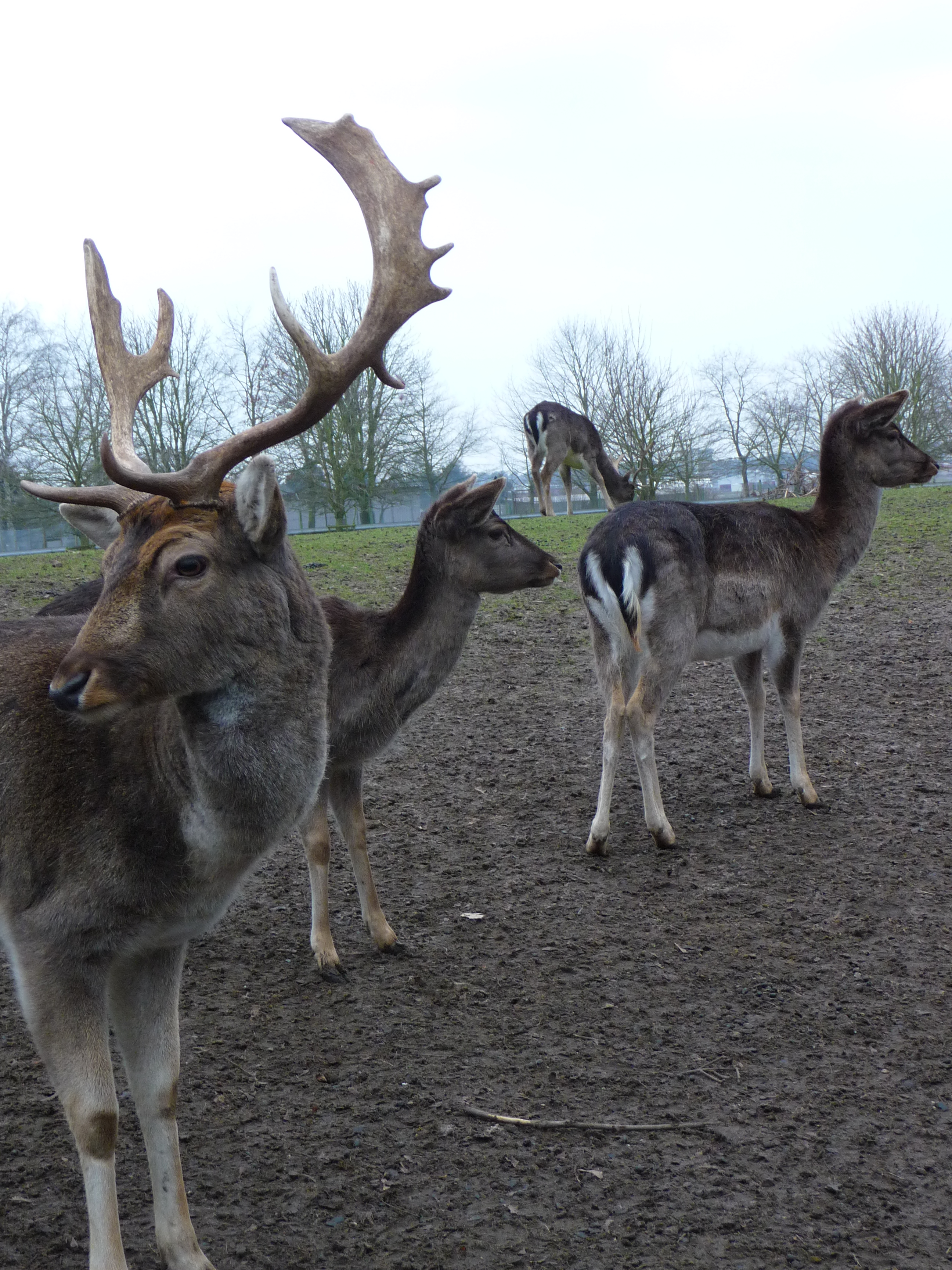
Mascle i femelles amb pelatge d'hivern.

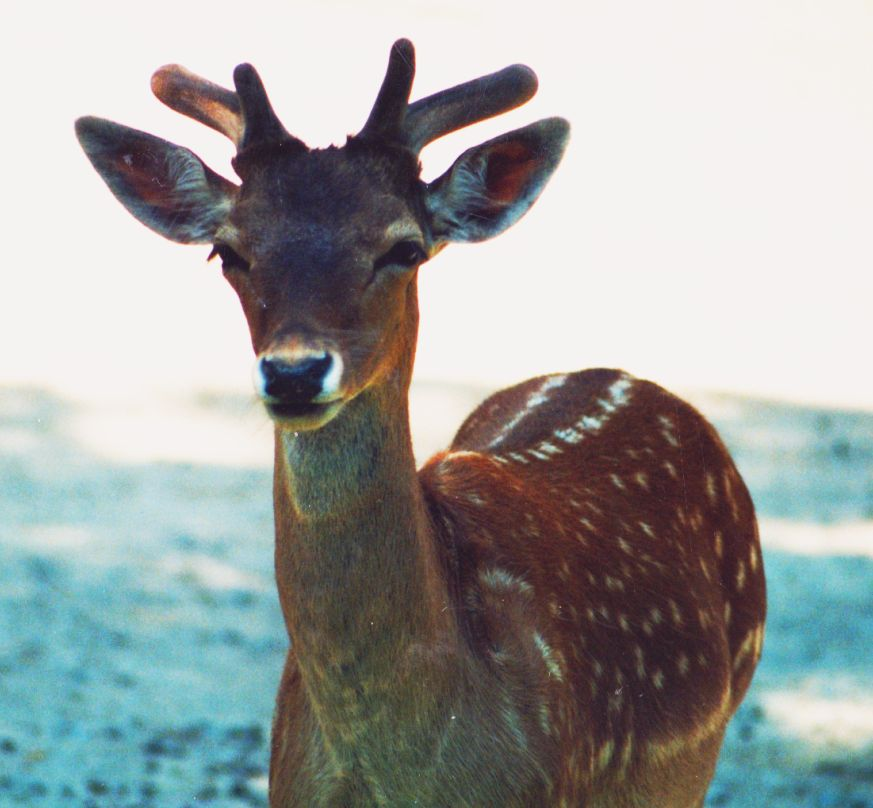
Daina mascle jove. Parc Natural dels Aiguamolls de l'Empordà

La daina presenta un notable dimorfisme sexual. Únicament els mascles tenen banyes, que estan inclinades cap enrere, presenten tres puntes i una zona palmada, típics de l'espècie. La cornamenta muda anualment, com en la majoria dels cèrvids, caient cap al final de març o el principi d'abril per començar a créixer immediatament. El seu creixement es completa al juny-juliol. La longitud de la daina varia entre els 129-155 cm dels mascles i els 118-140 cm de les femelles. El pes mitjà dels mascles és de 58 kg i el de les femelles 45 kg.
El disseny del seu escut anal és característic, té el fons blanc i està emmarcat per dues franges negres que li donen forma de cor partit, en estar travessat per la cua de dors negre (de fins a 19 centímetres). Aquest disseny permet diferenciar especialment a les femelles de la daina de les cérvoles, amb les quals se les podria confondre, ja que encara que a la primavera i estiu el seu patró de taques blanques en el llom les diferencia molt, a l'hivern desapareixen les taques blanques del llom en tornar seu pelatge més fosc i lleugerament grisenc, tot i que el ventre, glutis i part inferior de les potes i la cua romanen blancs tot l'any.
L'espècie presenta gran varietat individual en el color de capa, que va des del blanc que presenten alguns individus, no albins, ja que els seus ulls presenten coloració normal, fins al gris fosc gairebé negre d'individus melànics, encara que el color marró vermellós amb un patró de taques blanques, únic en cada individu, és el més habitual. També és corrent en alguns exemplars tenir una franja fosca que recorre tota la columna dividint el llom en dos panells.
Està estretament emparentada amb la daina persa Dama mesopotàmica, considerada per alguns autors una subespècie de Dama dama.

## Distribució i hàbitat

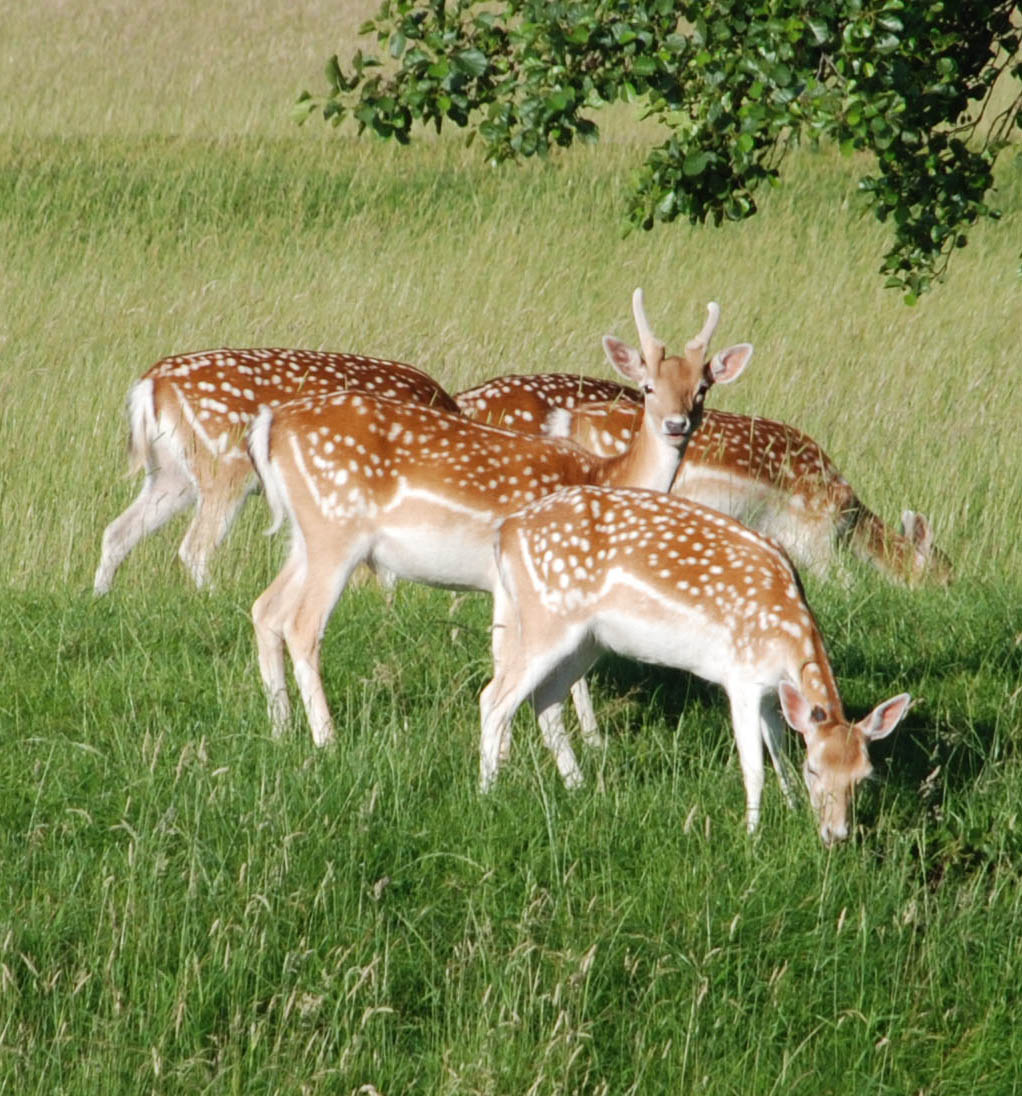
Grup de femelles amb un mascle al que li comença a créixer la banya.

L'espècie va ocupar gran part d'Europa durant l'últim període interglacial, però s'extingí de gran part del seu territori, quedant reduïda la seva distribució a l'Àsia Menor i possiblement a la Mediterrània oriental, fins que fou reintroduïda en gran part del seu antic àmbit, inclosa la península Ibèrica, en temps històrics. En l'actualitat les daines s'han introduït en gran part d'Europa i als Estats Units, Mèxic, el Perú, Xile, Argentina, Sud-àfrica, Austràlia, Nova Zelanda i a les illes Fiji.
Aquesta espècie prefereix els boscos de fulla caduca relativament humits, on s'alimenta preferentment de fulles d'arbres i arbustos i en menor mesura d'herbes. A l'antiguitat, la daina es va convertir en una presa cobejada pels caçadors, sobretot els pertanyents a les classes altes. Això, paradoxalment, va contribuir a la seva conservació i introducció en diversos llocs on abans no hi era present o s'havia extingit durant l'última era glacial. La major expansió es produí durant l'Imperi Romà i l'edat mitjana, quan l'espècie fou introduïda a l'Europa central, les Illes Britàniques, al sud de la península Escandinava i a Finlàndia. Al seu parent, la daina persa (Dama mesopotàmica), li fou fins i tot pitjor, i es va considerar extinta fins que es trobaren uns quants exemplars en una regió remota del sud-est de l'Iran. La daina europea és comuna als parcs i jardins de diversos països, on es crien amb fins ornamentals per la seva bellesa.

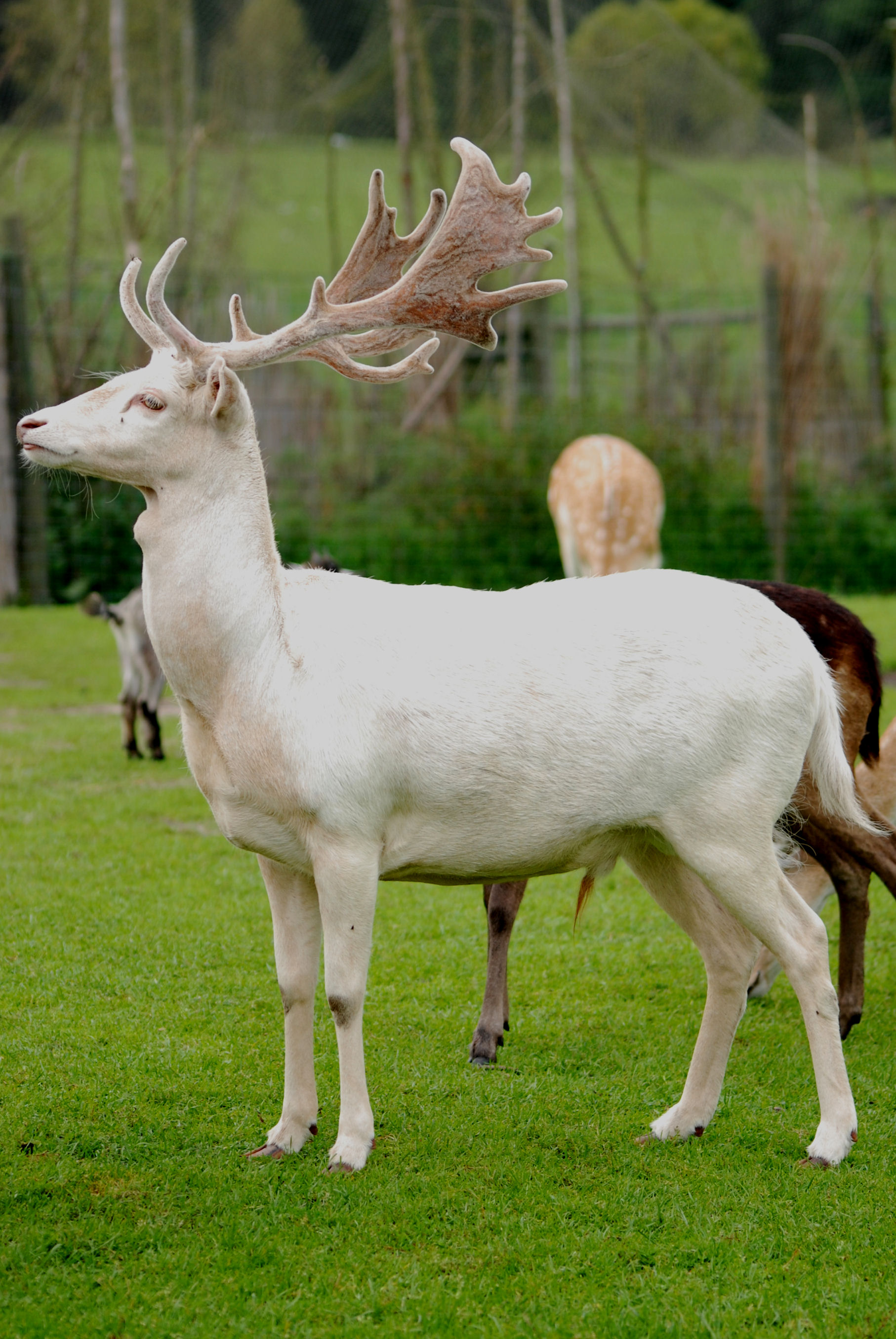
Daina albina.

## Reproducció
Al contrari que altres cèrvids de la seva grandària, no forma ramats sinó que viu en grups familiars de menys de 10 individus, o bé porta una vida solitària. Un mascle s'uneix a un d'aquests grups durant l'època de zel, normalment a l'octubre. Al juny les femelles prenyades pareixen una cria, rarament dos o fins i tot tres.
La daina és una espècie polígama. L'època d'aparellament té lloc a principis de tardor, tot just acabada la dels cérvols, aquest període rep el nom de la ronca, en referència al so que emeten els mascles per advertir als seus oponents i atreure les femelles. Els mascles adults marquen el seu territori i competeixen amb altres mascles pel domini i dret a cobrir a les femelles. El període de gestació dura vuit mesos i generalment tenen una cria per cada embaràs. Els parts es produeixen a partir del final de maig.